# Gerardo Galeote Quecedo
Gerardo Galeote Quecedo este un om politic spaniol, membru al Parlamentului European în perioada 1999-2004 din partea Spaniei.
1. ↑  Deputații în Parlamentul European